# Ganbaataryn Ganchujag
Ganbaataryn Ganchujag (mong. Ганбаатарын Ганхуяг; ur. 16 marca 1996) – mongolski zapaśnik walczący w stylu wolnym. Zajął ósme miejsce na mistrzostwach świata w 2024 roku. 
Brązowy medalista igrzysk azjatyckich w 2022, mistrzostw Azji w 2019 i 2023, a także wojskowych MŚ w 2024. 
Trzeci na MŚ U-23 w 2018 i na mistrzostwach Azji U-23 w 2019 roku.